# Living Things
Living Things (englisch für „Lebewesen“) ist das fünfte Studioalbum der US-amerikanischen Rock-Band Linkin Park. Die Veröffentlichung über Warner Brothers Records erfolgte am 20. Juni 2012.

## Entstehung und Hintergrund
Im Juni 2011 kündigte Chester Bennington an, dass seit zwei Monaten an einem fünften Studioalbum gearbeitet werde. Dem Magazin Kerrang! erzählte er, dass für jenes wieder eine neue musikalische Stilrichtung angestrebt wird.
Laut Bandaussage wird diese die Rap- und Rock-Elemente ihrer beiden ersten Alben mit dem elektronischen Stil von A Thousand Suns kombinieren. Auffassungen, nach denen das Album wieder Rockgitarren-lastiger sein werde, dementierte Shinoda. Er sagte, dass die „Rückkehr zu Hybrid Theory“ missverstanden wurde, sie wollten nicht zum Album, sondern zur damaligen Band zurückkehren, mit derselben Einstellung und Energie von damals.
Wie auch bei den letzten zwei Alben, Minutes to Midnight und A Thousand Suns, ist Rick Rubin wieder Produzent. Er sagte, dass es für den aktuellen Zeitpunkt in der Entwicklung im Vergleich zu den anderen Alben einen bedeutenden Fortschritt gebe. Es werde sich typischerweise einmal in der Woche getroffen, um über Songs zu reden, die die Band entwickelt hat. Außerdem verriet Bennington dem Rolling Stone im Juli 2011, dass für weitere Alben ein 18-Monate-Rhythmus angestrebt werde. Es werde weiterhin neues Material produziert, auch während Tourneen. Im September gab er in einem anderen Interview für MTV bekannt, dass sich die Band weiterhin erst in Anfangsphasen der Produktion befinde.
Im März 2012 sagte Brad Delson, dass das Album für Mitte des Jahres geplant sei. Dem Magazin Spin präsentierten Bennington und Shinoda im April fünf Songs von Living Things und kündigten ferner ein Feature mit dem Musiker Owen Pallett für das Album an. Sie sagten außerdem, dass die Texte diesmal persönlicher ausfallen werden und dass sich viel um Beziehungen drehen werde; anders als bei A Thousand Suns, dessen Texte oft politischen Inhalt hatten. Am 15. April 2012 gab Mike Shinoda in seinem Blog bekannt, dass das Album Living Things heißen wird. Einen Tag darauf präsentierten Linkin Park das Albumcover und gaben auch bekannt, dass das Album am 26. Juni erscheinen soll, in Deutschland ist es für den 22. Juni angekündigt. Linkin Park veröffentlichten zusätzlich die Trackliste und die Tourdaten zur Honda Civic Tour zusammen mit Incubus. Am 25. Juni wurde das Berliner Konzert der Tour aus dem Admiralspalast vom 5. Juni in einer Spezialübertragung in mehr als 500 US-Kinos gezeigt.
Für die Gestaltung des Covers – sowohl vom Album als auch der Singleauskopplung Burn It Down – griff man auf einen 360°-Körperscanner zurück, mit dem alle Bandmitglieder digitalisiert und zu den Figuren vereint wurden, die schlussendlich auf den Veröffentlichungen zu sehen sind.
Am 9. Mai begann eine weltweite Schnitzeljagd, an deren Ende es laut Shinoda eine Belohnung geben werde. Am 24. Mai feierte der Song Lies Greed Misery bei BBC Radio 1 Radiopremiere. Ein Fan erhielt einen USB-Stick mit dem Song im MP3-Format und bekam die Erlaubnis, das Lied auf die Fansite LPAssociation.com hochzuladen und zum Download zur Verfügung zu stellen.
Im Jahr 2013 erschienen gleich zwei Wiederveröffentlichungen von Living Things. Am 8. Februar wurde die Australian Tour Edition mit einem alternativen Cover, wie schon bei der Minutes to Midnight European Tour Edition, veröffentlicht. Diesmal sind die Bonustracks jedoch auf einer separaten CD enthalten. Seit dem 29. März ist auch Living Things + erhältlich, das dem Konzept von A Thousand Suns + folgt, indem auch hier eine DVD beigelegt ist. Die Aufnahmen stammen vom Konzert im Admiralspalast, Berlin.

## Singleauskopplungen
Am 28. März sagte Mike Shinoda in einer Videobotschaft vom Set zum Video von Burn It Down, dass dieses Stück als erste Singleauskopplung am 16. April 2012 veröffentlicht und an die Radiostationen geschickt würde. Ab 6. April hatte die Band sechs Tage lang Puzzles auf die offizielle Website aufgeschaltet, die schlussendlich zusammen das Cover-Artwork der Single ergaben. Seit dem 12. April konnten zudem Teile des Liedes durch ein Spiel freigeschaltet werden. Die Regie beim Video, das am 24. Mai bei MTV Premiere feierte, führte Band-DJ Joe Hahn.
Am 29. August erschien das Musikvideo zur zweiten Singleauskopplung Lost in the Echo. Die Download-Single war in Großbritannien seit dem 5. Oktober erhältlich. Die Single wurde jedoch vom Markt genommen und am 19. Oktober in einer veränderten Version wieder veröffentlicht.
Das Musikvideo zu Castle of Glass wurde am 10. Oktober 2012 veröffentlicht. Es entstand in Zusammenarbeit mit dem Videospiel Medal of Honor: Warfighter. Am selben Tag erschien der Song auch als Promo-Single. Er konnte sich noch vor Ende des Jahres in den deutschen Airplaycharts platzieren. Die CD-Single erschien jedoch erst am 1. Februar 2013.
In Japan wurde bereits am 31. Oktober 2012 Powerless als Download-Single exklusiv über iTunes veröffentlicht.

## Titelliste
| #  | Titel             | Länge | Bemerkung                                                                                       |  |
| -- | ----------------- | ----- | ----------------------------------------------------------------------------------------------- |  |
| 1  | Lost in the Echo  | 3:25  | Zweite Single (5. Oktober 2012)                                                                 |  |
| 2  | In My Remains     | 3:20  |                                                                                                 |  |
| 3  | Burn It Down      | 3:51  | Erste Single (16. April 2012)                                                                   |  |
| 4  | Lies Greed Misery | 2:26  | Vorab bei BBC Radio 1 zu Hören gewesen.                                                         |  |
| 5  | I’ll Be Gone      | 3:31  |                                                                                                 |  |
| 6  | Castle of Glass   | 3:25  | Vierte Single (1. Februar 2013)                                                                 |  |
| 7  | Victimized        | 1:46  |                                                                                                 |  |
| 8  | Roads Untraveled  | 3:49  |                                                                                                 |  |
| 9  | Skin to Bone      | 2:48  |                                                                                                 |  |
| 10 | Until It Breaks   | 3:43  |                                                                                                 |  |
| 11 | Tinfoil           | 1:11  | Instrumental                                                                                    |  |
| 12 | Powerless         | 3:44  | Dritte Single (31. Oktober 2012; digital, nur Japan); Soundtrack zu Abraham Lincoln Vampirjäger |  |

## Mitwirkende
Entsprechend dem Begleitheft zum Album.
Besetzung
- Chester Bennington: Leadgesang
- Rob Bourdon: Schlagzeug und Perkussion, Backing Vocals
- Brad Delson: Leadgitarre, Backing Vocals (alle Titel); Gesang (Titel 10); Synthesizer (Titel 3); Sampler (Titel 4, 6, 7); Akustikgitarre (Titel 6); zusätzliche Produktion
- Dave Farrell: E-Bass, Backing Vocals (Alle Titel); Sampler (Titel 1, 4, 7)
- Joe Hahn: Turntables, Synthesizer, Samples, Musikprogrammierung, Backing Vocals, Creative Direction
- Mike Shinoda: Co-Leadgesang und Rap Vocals, Rhythmusgitarre, Keyboard, Piano, Synthesizer (alle Titel); Leadgitarre (Titel 6, 12); Saiteninstrumente und Horn (Titel 6, 12), Creative Direction, Produktion (Titel 1, 3, 4, 7, 10)
- Owen Pallett: Violine (Titel 5)

Albumproduktion
- Rick Rubin: Produktion
- Ethan Mates: Engineering
- Andrew Hayes: Assistent, Engineering, Editor
- Jerry Johnson: Drum Technician
- Ryan DeMarti: Produktionskoordination, A&R-Koordination
- Manny Marroquin: Abmischung (Assistenz durch Chris Galland und Del Bowers)
- Brian Gardner: Mastering
- Rob Cavallo: A&R
- Liza Joseph: A&R-Koordination

Artwork
- Peter Standish: Marketingdirektor
- Brandon Parvini: Artwork, Creative Direction
- The Uprising Creative: Art Direction, Design
- Frank Maddocks: Design LP-Symbol

## Rezeption
Musikkritiker äußerten sich sehr unterschiedlich über Living Things, das verschiedene Medien auswertende Metacritic führt eine Durchschnittsbewertung von 60 aus 100 möglichen Punkten an.
Living Things wurde von Artistdirect als eines der besten Alben des Jahrzehnts bezeichnet und die Musik als einzigartig beschrieben. Es werde als Meilenstein in die Rock-Geschichte eingehen. Im Q-Magazine wurde das Album als Beweis für Mike Shinodas großes Talent und seine Rolle als kreativer Antrieb der Band angesehen. Entertainment Weekly stellte das Zusammenspiel von „Cyber-Metal“ mit Noise-Pop- und New-Wave-Anleihen heraus.
Das englische Kerrang! hielt hingegen fest, dass Living Things über weite Strecken nach einer Band klinge, die zwar großes Talent habe, aber nicht wisse, in welche Richtung sie sich bewegen solle. Laut.de sprach von lediglich einem duften Song und diversen Totalausfällen; der nach dem experimentelleren Vorgängeralbum A Thousand Suns von vielen Fans herbeigesehnte Blick in den Rückspiegel sei nur ein flüchtiger gewesen. Das Magazin Focus bezeichnete Living Things als Tiefpunkt der Band, „weil es ein lang überholtes Konzept zu Tode kopiert“. Die Formel „einer schreit, einer rappt“ sei überholt und das Album bis auf wenige Ausnahmen langweilig. Das Musikportal CDstarts attestierte dem Album „die künstlerische Sprengkraft eines nassgewordenen China-Böllers“. Visions erklärte sich den Erfolg der Band hierdurch, dass Linkin Park die Band sei, die die Bedürfnisse ihrer Fans immer am zuverlässigsten erfülle. Living Things sei fernab des ursprünglichen Nu Metals, der Radiorock der Band sei geprägt von den „härtesten weichen Gitarren der Welt“.

## Kommerzieller Erfolg

### Chartplatzierungen
| ChartsChartplatzierungen       | Höchstplatzierung | Wochen |
| ------------------------------ | ----------------- | ------ |
| Deutschland (GfK)              | 1 (68 Wo.)        | 68     |
| Österreich (Ö3)                | 1 (42 Wo.)        | 42     |
| Schweiz (IFPI)                 | 1 (55 Wo.)        | 55     |
| Vereinigte Staaten (Billboard) | 1 (36 Wo.)        | 36     |
| Vereinigtes Königreich (OCC)   | 1 (20 Wo.)        | 20     |

| ChartsJahrescharts (2012)      | Platzierung |
| ------------------------------ | ----------- |
| Deutschland (GfK)              | 10          |
| Österreich (Ö3)                | 21          |
| Schweiz (IFPI)                 | 14          |
| Vereinigte Staaten (Billboard) | 40          |
| Vereinigtes Königreich (OCC)   | 92          |

| ChartsJahrescharts (2013) | Platzierung |
| ------------------------- | ----------- |
| Deutschland (GfK)         | 80          |
| Schweiz (IFPI)            | 98          |

### Auszeichnungen für Musikverkäufe
| Land/Region                  | Auszeichnungen für Musikverkäufe (Land/Region, Auszeichnung, Verkäufe) | Verkäufe  |
| ---------------------------- | ---------------------------------------------------------------------- | --------- |
| Australien (ARIA)            | Gold                                                                   | 35.000    |
| Dänemark (IFPI)              | Gold                                                                   | 10.000    |
| Deutschland (BVMI)           | 5× Gold                                                                | 500.000   |
| Finnland (IFPI)              | Gold                                                                   | 12.032    |
| Frankreich (SNEP)            | Platin                                                                 | 100.000   |
| Italien (FIMI)               | Platin                                                                 | 50.000    |
| Japan (RIAJ)                 | Gold                                                                   | 100.000   |
| Neuseeland (RMNZ)            | Platin                                                                 | 15.000    |
| Österreich (IFPI)            | Platin                                                                 | 20.000    |
| Polen (ZPAV)                 | Gold                                                                   | 10.000    |
| Russland (NFPF)              | Gold                                                                   | 5.000     |
| Schweiz (IFPI)               | Platin                                                                 | 30.000    |
| Vereinigte Staaten (RIAA)    | Platin                                                                 | 1.000.000 |
| Vereinigtes Königreich (BPI) | Gold                                                                   | 100.000   |
| Insgesamt                    | 8× Gold · 8× Platin ·                                                  | 1.987.032 |

Hauptartikel: Linkin Park/Auszeichnungen für Musikverkäufe